# Lotfi Akalay
Lotfi Akalay, né le 7 novembre 1943 à Tanger et mort le 18 décembre 2019 dans la même ville, est un écrivain, journaliste et chroniqueur marocain.

## Biographie
Natif de Tanger, Lotfi Akalay fait des études de sciences politiques à Paris avant de revenir au Maroc. Il travaille alors pour Royal Air Maroc puis il monte et développe dans les années 1980, une agence de voyages avant de passer la main à son fils.
De 1990 à 1994, il rédige des chroniques humoristiques pour le quotidien de gauche Al Bayane, puis collabore à l'hebdomadaire La Vie économique. En 1997 il écrit des chroniques pour le mensuel Femmes du Maroc. Par ses écrits, il apparaît bientôt comme un sympathisant de la cause palestinienne.
En 1996, il publie aux Éditions du Seuil son premier roman, intitulé Les Nuits d’Azed, traduit en plusieurs langues, notamment en coréen, en turc et en chinois. En 1998 il publie le roman Ibn Battouta, Prince des Voyageurs aux Éditions Le Fennec, un récit qui retrace les voyages d'Ibn Battûta, le célèbre explorateur berbère du XIVe siècle.
Il est décédé le 18 décembre 2019 à Tanger.

## Publications

### Romans
- Les Nuits d’Azed [3], Éditions du Seuil, 1996.  (ISBN 978-2-020-25588-2)
- Ibn Battouta, Prince des voyageurs, Éditions Le Fennec, 1998.  (ISBN 978-9-981-83867-3)

### Bandes dessinées
- Les voyages d’Ibn Battuta [4],[5], par Joël Alessandra (dessin) et Lotfi Akalay (scénario), Dupuis, 2020  (ISBN 979-1-034-74583-8)